# ARM big.LITTLE
ARM big.LITTLE je v informatice označení pro heterogenní ARM procesor, který vyvinula firma ARM Holdings. V jednom pouzdře obsahuje relativně pomalejší a úspornější jádra (LITTLE) s výpočetně výkonnějšími a na spotřebu náročnějšími jádry (big). Původním cílem bylo vytvořit procesor, který by lépe přecházel mezi extrémně úsporným a vysoce výkonným stavem, než je možné zajistit pouze změnou taktu procesoru.